# Doge
 For alternative betydninger, se Doge (flertydig). (Se også artikler, som begynder med Doge)
Doge – venetisk dialekt "doxe" – var det højeste embede i blandt andet Republikken Venedig.

## Ordets oprindelse
Ordet Doge stammer fra latin Dux, "Hertug". Nogle andre italienske bystater – fx Venedigs rival Genova – brugte også titlen, men i dag hentyder ordet sædvanligvis til den venetianske hersker. Det italienske ord "duce" er beslægtet hermed.

## Valg og virke
Dogen blev valgt ved afstemning. Oprindeligt deltog hele befolkningen i valget, men i løbet af århundrederne blev stemmeretten begrænset til patricierne, Venedigs aristokrati. Da stillingen var livsvarig – alle andre embedstider var ganske korte – var der en risiko for, at dogen kunne tilrane sig despotisk magt. Flere doger blev myrdet i tidlige magtkampe. Efterhånden udviklede Venedig mere prosaiske metoder til at begrænse dogens magt, så som indviklede valgregler for at forhindre bestikkelse, omringning af ministre, håndfæstninger m.v.
Trods disse indskrænkninger blev dogen aldrig til en galionsfigur. Kandidaterne var ældre patriciere med årtiers erfaring i republikkens tjeneste, som blev valgt, fordi man respekterede deres dømmekraft. Dogen var centrum i statens rituelle ceremonier, som fx "brylluppet af havet" på Kristi Himmelfartsdag.

## Dogepaladset
Dogen boede i – og regerede fra – Dogepaladset, som ligger ud til Canal Grande i Venedig. I paladset var byens retssal, og når de dømte førtes fra domsafsigelse til afsoning i det nærliggende fængsel, skete det via Sukkenes Bro, der forbandt de to bygninger.